# Undibacterium rivi
Undibacterium rivi es una bacteria gramnegativa del género Undibacterium. Fue descrita en el año 2021. Su etimología hace referencia a riachuelo. Es aerobia y móvil por flagelo polar. Tiene un tamaño de 0,7-0,9 μm de ancho por 1,5-4,2 μm de largo. Forma colonias beige. Temperatura de crecimiento entre 4-37 °C, óptima de 24-30 °C. Catalasa y oxidasa positivas. Es sensible a carbenicilina, ceftriaxona, cefoperazona, eritromicina y ciprofloxacino. Resistente a oxacilina, polimixina, ofloxacino y clindamicina. Tiene un genoma de 3,93 Mpb y un contenido de G+C de 49,9%. Se ha aislado de un río en China. 